# Joachim Stobbe
Joachim Otto Stobbe (ur. 10 czerwca 1900 w Świnoujściu, zm. 14 lutego 1943 w Berlinie) – niemiecki astronom.

## Życiorys
W latach 1917–1919 uczęszczał do gimnazjum w Berlinie, tam też podjął studia astronomiczne. 7 sierpnia 1923 obronił pracę doktorską. W latach 1922–1925 pracował w Obserwatorium Astronomicznym w Babelsbergu, od 1 kwietnia 1925 do 30 czerwca 1927 w Obserwatorium Astronomicznym Hamburg-Bergedorf, od 1 lipca 1927 do 30 listopada 1928 ponownie w Babelsbergu, od 1 grudnia 1928 do 30 września 1938 na Uniwersytecie w Kilonii, od 1 października 1938 do 13 marca 1940 w Obserwatorium w Babelsbergu. W 1929 brał udział w ekspedycji naukowej do Tajlandii na obserwacje całkowitego zaćmienia Słońca.
Przedmiotem jego zainteresowań naukowych była fotometria planetoid (której celem było wyznaczenie parametrów ich rotacji oraz kształtu), prowadził również obserwacje fotograficzne komet. Zajmował się m.in. fotometrią zbliżającej się do Ziemi planetoidy (433) Eros.
Oprócz działalności naukowej był zaangażowany w działalność polityczną: od 1 maja 1937 był członkiem NSDAP, w okresie od 9 listopada 1933 do grudnia 1938 członkiem SA, od 24 kwietnia 1937 należał do Nationalsozialistische Volkswohlfahrt.
Po zajęciu przez Niemców Poznania został 14 marca 1940 mianowany kuratorem poznańskiego Obserwatorium Astronomicznego, a od lipca 1940 r. dyrektorem tegoż. Odbywał wiele podróży służbowych do różnych placówek astronomicznych na terenach okupowanych celem zarekwirowania majątku materialnego (między innymi z Obserwatorium Warszawskiego). Niektóre spośród tych instrumentów pozostały w Poznaniu, np. kamera Petzvala i mikrofotometr (po wojnie zostały zwrócone do właścicieli). Do poznańskiego obserwatorium w czasie okupacji zakupione zostały nowe instrumenty: płytomierz Zeissa (do pomiaru klisz fotograficznych) i komparator błyskowy. Biblioteka została wzbogacona w wydawnictwa niemieckie, natomiast zniszczona została znaczna część polskojęzycznego księgozbioru.
Joachim Stobbe zmarł 14 lutego 1943 roku w szpitalu w Berlinie po przeprowadzonej tam operacji.
Na jego cześć nazwano planetoidę (1847) Stobbe.